# Гусейнов Ровшан Мамедович
Гусе́йнов Ровшан Мамедович (азерб. Rövşən Məmməd oğlu Hüseynov; 17 грудня 1975, Ехегнадзор, Сюнікський марз, Вірменська Радянська Соціалістична Республіка) — азербайджанський боксер, чемпіон Європи.

## Аматорська кар'єра
Ровшан Гусейнов народився у Вірменії, але потім разом з сім'єю переїхав на постійне проживання в Баку, де й розпочав займатися боксом.
1992 року взяв участь у чемпіонаті світу серед юніорів, на якому дійшов до чвертьфіналу. 1993 року здобув перемогу на чемпіонаті Європи серед юніорів, а на чемпіонаті світу серед дорослих у найлегшій вазі програв у першому бою. Восени став чемпіоном Європи, на шляху до європейського золота перемігши Ігоря Матвійчука (Україна), Юліяна Строгова (Болгарія), Кадира Їлдирим (Туреччина) і в фіналі Ріко Кубата (Німеччина) — 7-4. Гусейнов став першим чемпіоном Європи з боксу з Азербайджану.
1994 року став переможцем Кубку світу, у фіналі подолавши Вічаірачанон Хадпо (Таїланд) — 15-10.
На чемпіонаті Європи 1996 Гусейнов програв у першому бою Сергію Ковганко (Україна) — RSC 3.
Ровшан Гусейнов пройшов кваліфікацію на Олімпійські ігри 1996, але перед їх початком потрапив у ДТП і не зміг взяти участь.
Після відновлення від травм продовжив виступи, поступово піднявшись у легку категорію.
На чемпіонатах світу 2001 і 2003 в напівлегкій категорії програв у першому бою.
На чемпіонаті Європи 2004 в легкій категорії здобув дві перемоги, а в чвертьфіналі програв Сельчук Айдин (Туреччина). На Кубку Стренджа 2004 зайняв друге місце, програвши в фіналі Аміру Хан (Велика Британія), і кваліфікувався на Олімпійські ігри 2004.
На Олімпійських іграх 2004 дійшов до чвертьфіналу.
- В 1/16 фіналу переміг Бонгані Маглангу (ПАР) — 22-14
- В 1/8 фіналу переміг Вісенте Ескобедо (США) — 36-18
- У чвертьфіналі програв майбутньому чемпіону Маріо Кінделан (Куба) — 11-23

Після Олімпіади 2004 Ровшан Гусейнов завершив виступи і перейшов на роботу рефері в боксерських боях.